# 佛誕

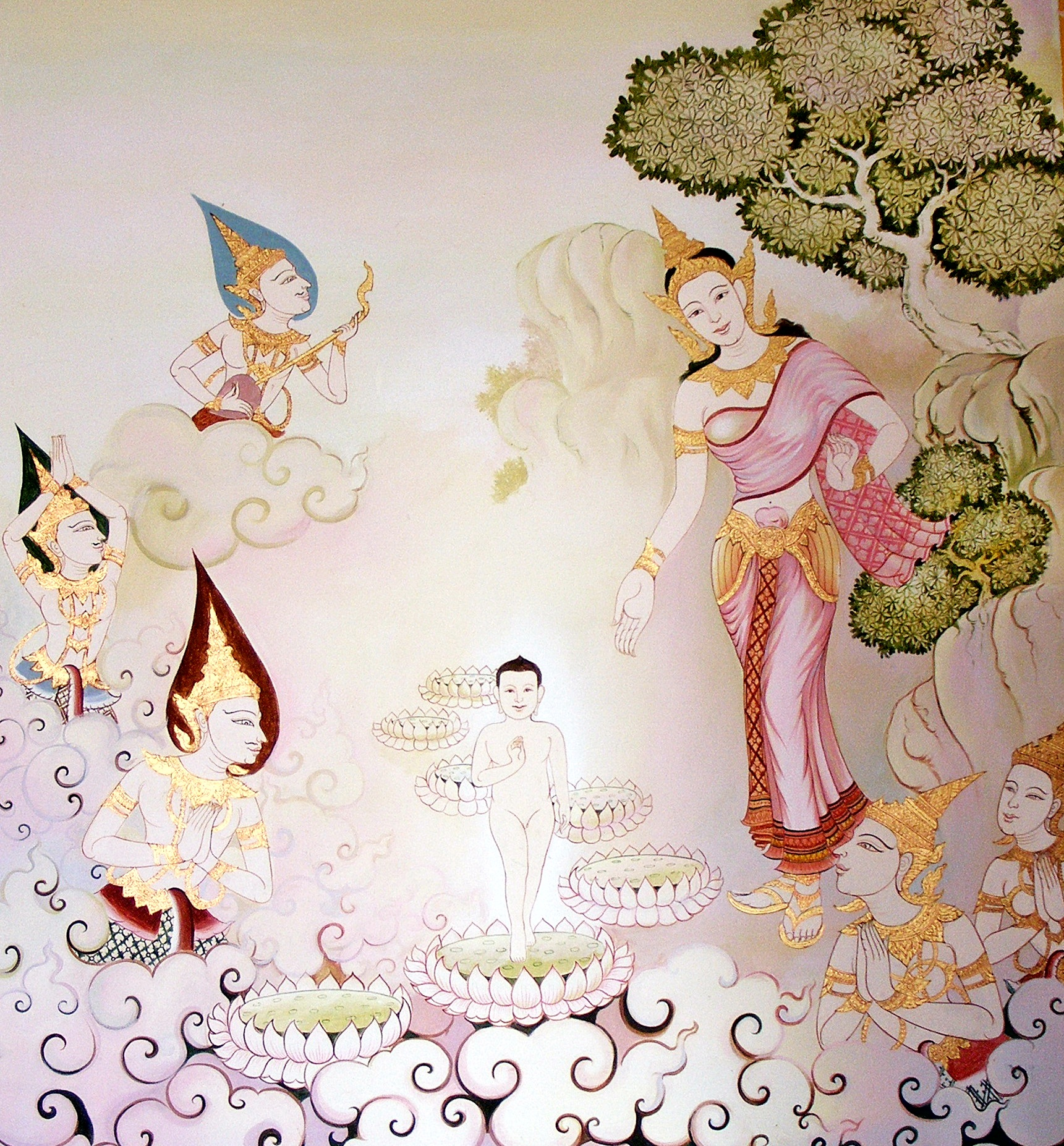
佛陀誕生

佛誕，通常是慶祝佛教創始人釋迦牟尼佛誕生的日子，又稱「浴佛節」、「灌佛會」、「龍華會」、「華嚴會」等。
紀念的日期，漢傳佛教一般訂為農曆四月初八。日本的佛教原傳承自中國的漢傳佛教，但明治維新後已改為公曆四月八日。
在藏傳佛教裡，佛誕日為藏曆四月初七，同月十五日為佛陀成道與涅槃日。
在南傳佛教，佛陀誕生、出家、成道、涅槃是同一日，稱卫塞节，日期為印度曆法吠舍佉月後半第十五日，是泰國陰曆的六月十五日（約在西曆五月），對應華人農曆的四月十五日。例如2014年，馬來西亞和新加坡的衛塞節皆定於在5月13日（農曆四月十五）。北傳佛教則稱四月十五日為「佛吉祥日」或「佛顯日」，認為釋迦佛在出生七日時顯示祥瑞，且佛母親摩耶夫人生天，而天龍八部皆奔來供養佛祖、緬懷佛母，屬於佛誕的餘緒，通常與佛誕合併慶祝，而不獨立慶祝。

## 緣起
釋迦牟尼佛誕生在南尼泊尔的藍毗尼，為淨飯王之太子，傳說天有九條龍吐出清水為太子洗浴。因為這個典故，便有了慶祝的重要內容：一說要以香水沐浴佛身，所以佛誕節又名「浴佛節」。後代信徒們尊為釋迦牟尼佛。信徒自古以來，在當天佛教寺院都會舉行一連串盛大的浴佛儀式、慶祝活動，祈求佛陀福澤社會，消弭災難，以及禮請法師開壇說法，讲经说法。佛教徒也都會在這一天回顧和學習佛陀慈悲的教導。
浴佛節的由來是源自於2600多年前迦毗羅衞國的王后摩耶夫人，在藍毗尼花園的無憂樹下誕下了悉達多太子，也就是後來出家成道的佛陀。太子誕生後，一手指天，一手指地，說道：「天上天下，唯我獨尊。」意思是說，祂已經過三大阿僧祇劫的修行圓滿，即將在人間成佛，所以不論在人間或天上，再也沒有勝過祂的人了。隨即有兩股水從天瀉下，沐浴在王子的身上。後來，佛教徒每年為慶祝佛陀誕辰就沿用此例舉行浴佛儀式，藉此感恩佛陀，讓自己能夠幸運的接觸佛法、修行佛法。

## 日期
慶祝佛誕節的地區包括中國、蒙古、韓國、日本、越南、菲律賓等地。歷史上，由於各地曆法的轉換，依據不同佛經以及流傳到不同地域形成的傳統，可能在公曆日期上差距甚大。
大部份北傳佛教地區，多少受到中國影響。於中國而言，按尼泊尔、印度曆法佛誕日為二月初八，對應至華人農曆為四月初八。日本與朝鮮半島的佛誕節可說源於中國佛教，基本上沿用了四月初八的說法。根據《長阿含經》，佛陀誕生、出家、成道、滅度皆為同一日。若據《薩婆多律論》，則佛陀誕生和成道是同日，佛滅和轉法輪是同日。
南宋時代編纂的《叢林校定清規總要》以「二月十五日佛涅槃。四月八日佛生辰。十二月八日（臘八節）佛成道」，是取自不同的曆法和說法，造成日期變得不同。
南傳佛教的佛誕與滅日（衛塞節）是華人農曆四月十五日。《根本說一切有部尼陀那目得迦》以佛誕日為薜舍佉月（梵語：Vaiśākha）的月圓日，亦和衛塞節是同日。漢傳佛教則稱此日為「佛顯日」或「佛吉祥日」，以佛在本日顯示種種祥瑞，而天龍八部紛紛奔來聚會，供養佛祖，且佛的母親摩耶夫人在此日升天，故亦有佛教團體將此日與母親節一同慶祝，或者在四月初八佛誕日一併舉行摩耶夫人升天紀念慶典。

## 節慶

### 漢傳佛教

#### 華人
在中國古時，佛誕是大節日，慶祝者包括儒生。宋代詩人尹煥曾批評儒生只知道佛誕，根本沒人知道孔子誕辰日：「今四月八日，浮屠氏盛為香花供。問之，則曰佛生日也。吾徒衣逢掖之衣者，深衣大帶者，問以孔聖生之日，則愕眙左右顧，莫知所以為對，非闕歟？」
信眾會到佛寺，參與浴佛、獻花、獻果、供僧、供舍利、演戲等等節目。有些地方傳統會將佛像請到街上巡幸，置於大象上，或以花車乘載。寺院會開放讓信徒進入炷香、禮拜佛像、供養僧眾。
今日的華人地區，常會引入民俗節慶的習慣，如舞龍舞獅、大神尪、八家將等各種陣頭，張燈掛彩，甚至燃放炮竹。
現時中國大陸，每年农历四月初八，大多數漢傳佛教寺院均會舉行浴佛法會（龍華會）。
在臺灣，佛教寺院及佛教徒會依慣例於農曆四月初八前後舉行紀念及浴佛典禮。經佛教人士與民眾之發起連署設「國定佛誕節」，1999年，中華民國內政部在“國定紀念日”中正式納入佛陀誕辰紀念日，日期為農曆四月八日，由有關機關、團體舉行紀念活動。一些團體（例如佛光山、慈濟基金會）會在“母親節”（五月第二個星期日）合併慶祝。
在香港，1999年，覺光法師為香港成功爭取佛誕日列為公眾假期，2000年起更納入首個法定假日，提高佛教文化和中國傳統節日的影響。2007年起，“金色蓮花表演坊”每年在香港舉辦千張佛誕卡大展。2013年5月起，更規划香港首屆「佛誕文化節」活動持續一整個月，讓社會大眾參與。
澳門各佛教廟宇均會舉行「龍華會」儀式，用「五香水」浴佛。佛誕為澳門公眾假期之一。

#### 日本

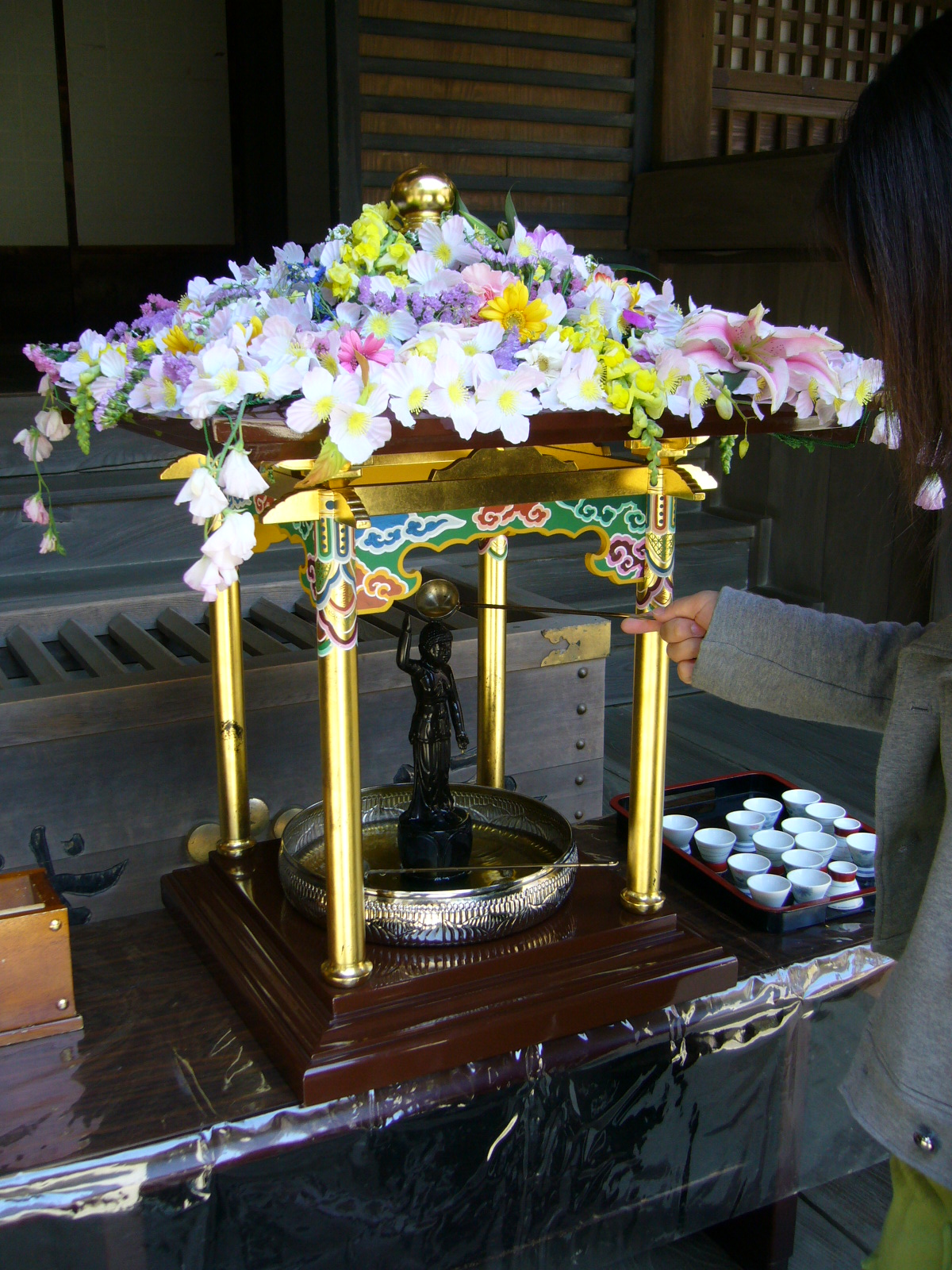
日本的浴佛佛壇

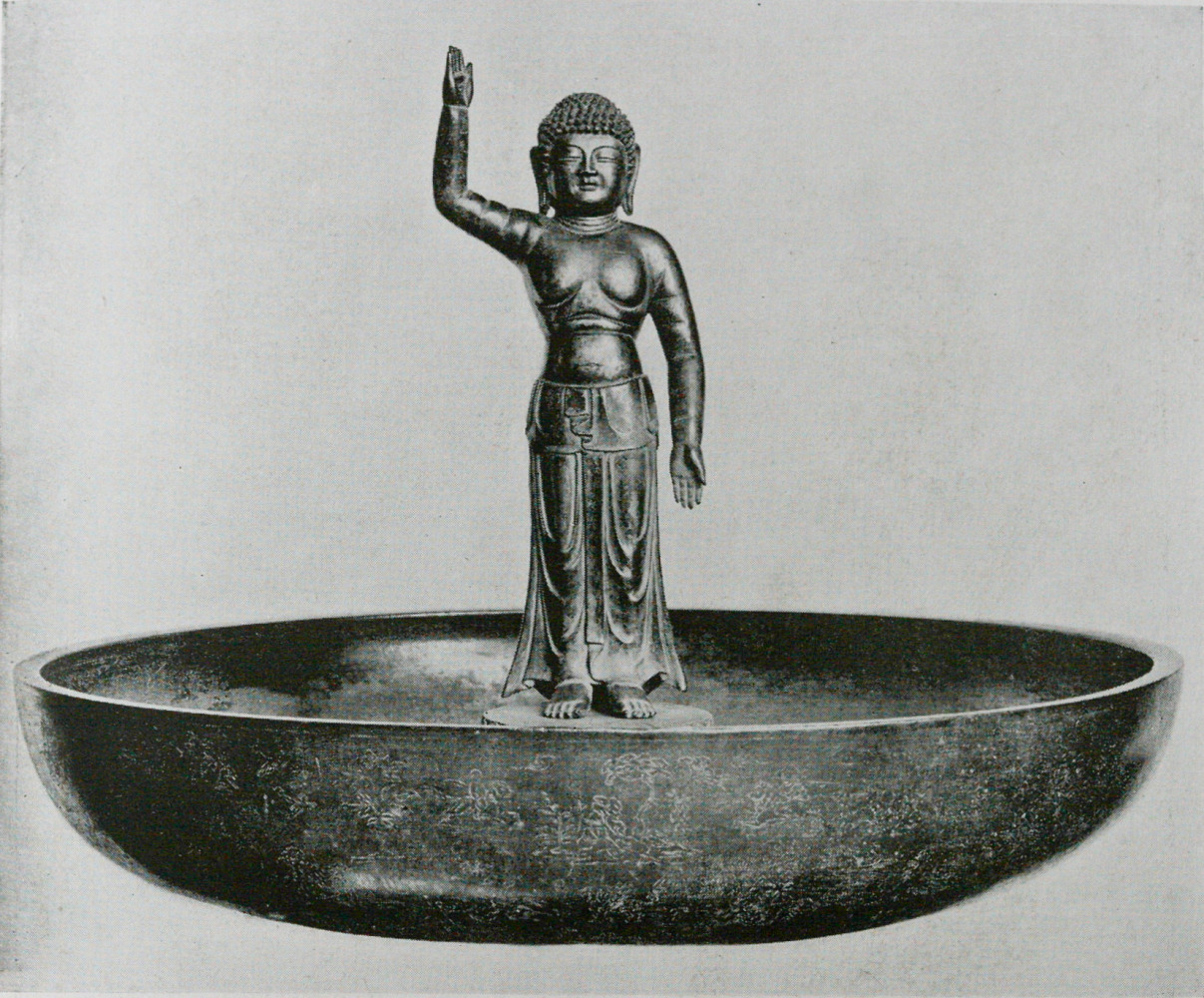
銅造誕生釈迦仏立像

佛誕日在日本稱為灌佛會（灌仏会）。亦名降誕會、佛生會、浴佛會、龍華會、花會式、花祭。人們會到寺院用甜茶澆灌用鮮花裝飾的悉達多太子佛像。在日本，佛誕日並非公眾假期，明治維新後佛誕日從農曆改成公曆的4月8日。只有琉球在併入日本後，琉球人仍保持於在農曆四月初八紀念佛陀誕生，並沒有跟隨日本改為公曆4月8日。

#### 朝鮮半島

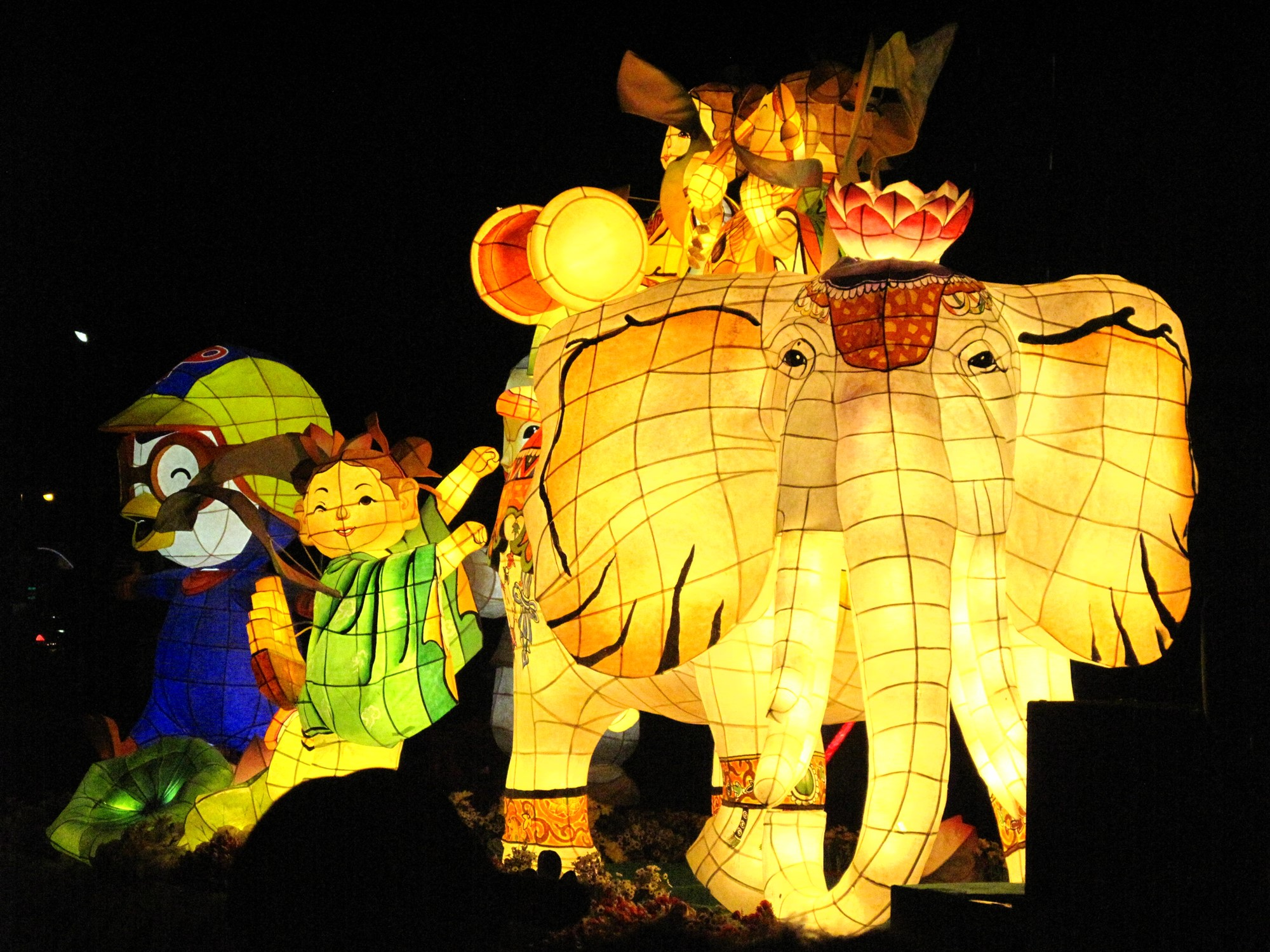
韓國大邱的佛燈遊行

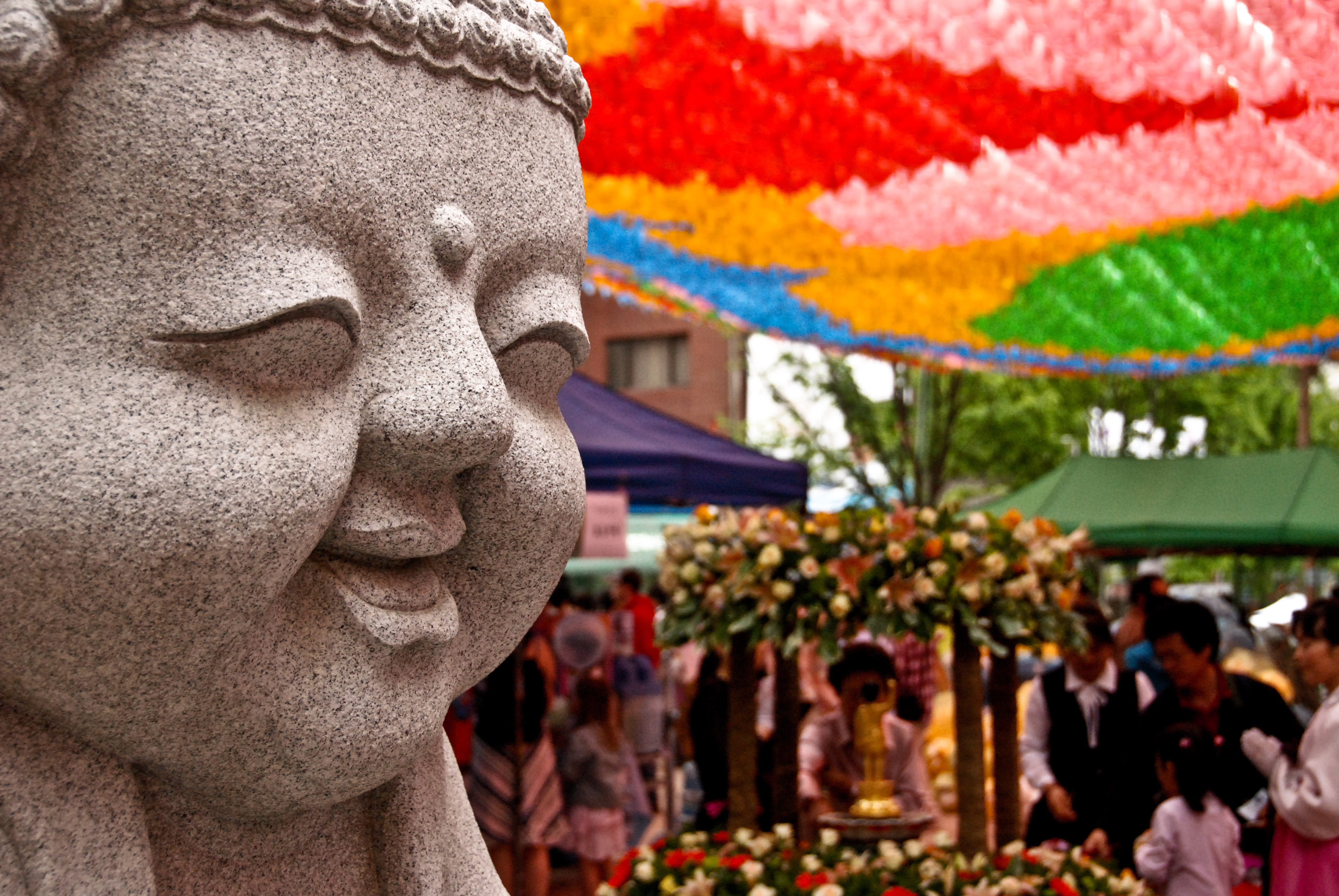
韓國首爾佛教寺院的浴佛佛壇

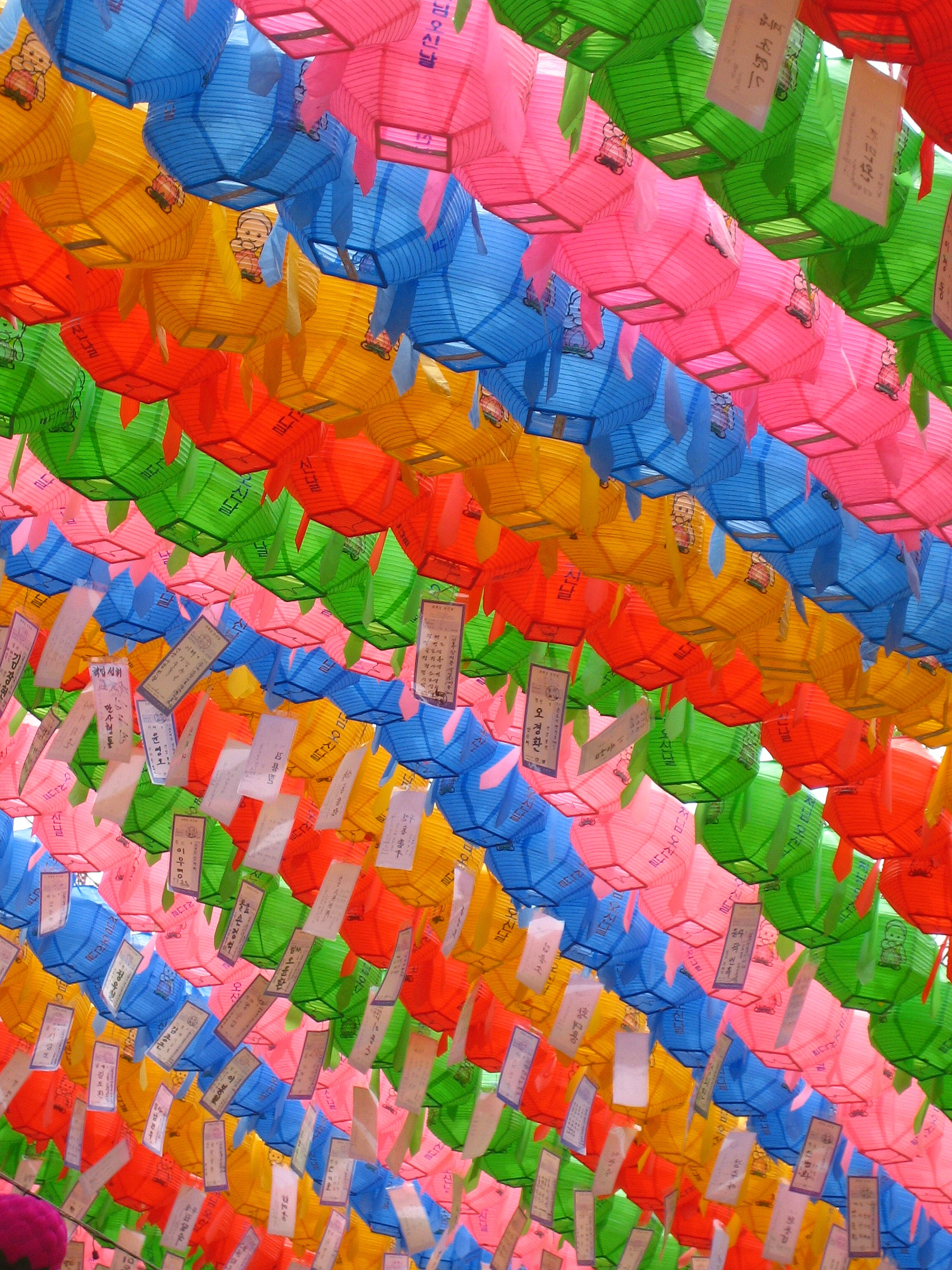
佛誕節懸掛的燈籠

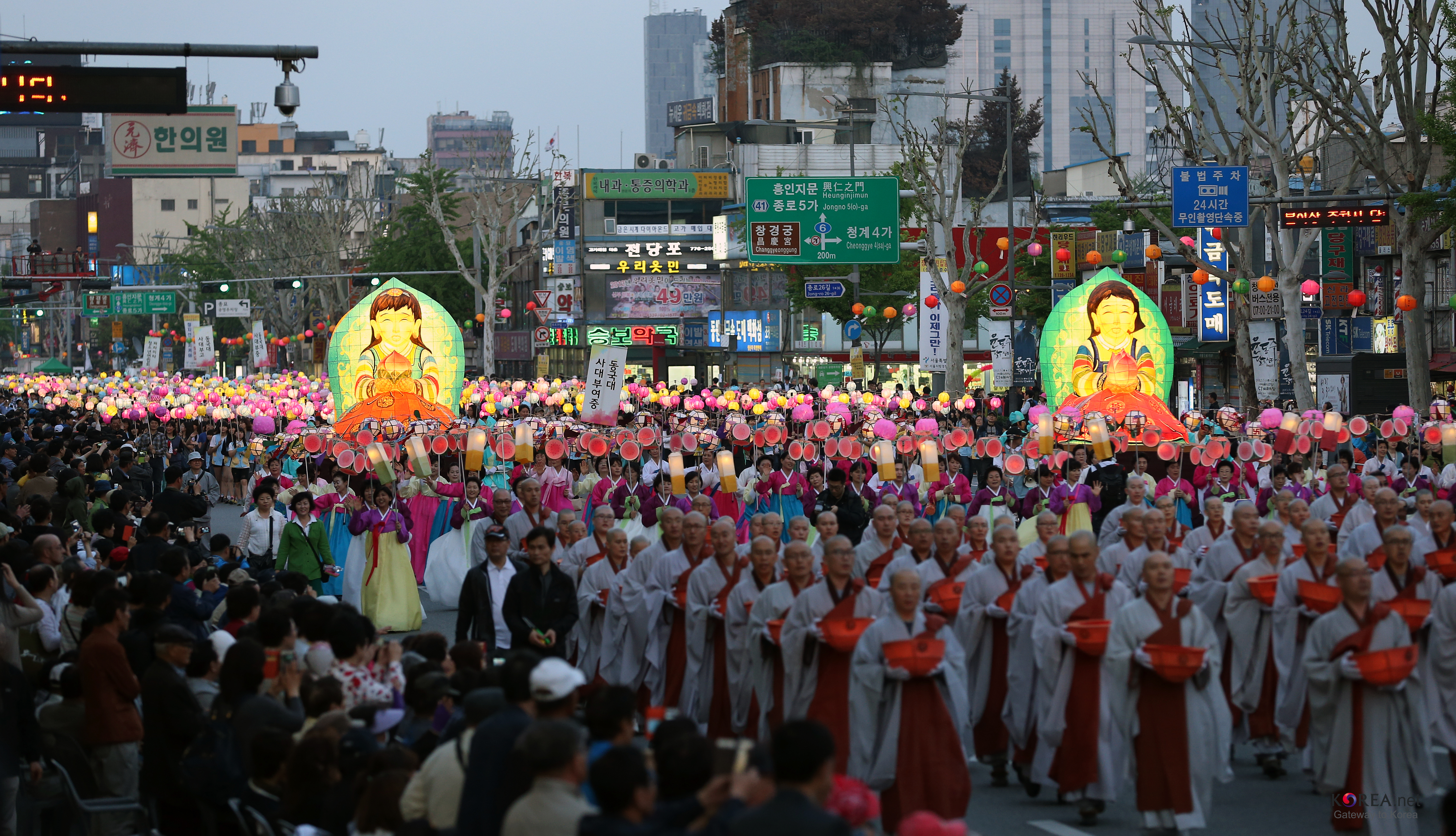
韓國首爾的蓮花佛燈遊行

在韓國，佛誕日是根據農曆慶祝的，在四月初八，並且是公眾假期。這一天被稱為「釋迦誕辰日」（석가탄신일，Seokga tansinil），意思是“釋迦佛生日”。或者稱為「佛降生日」（부처님오신날，Bucheonim osin nal），會舉行燃燈會。在佛誕的農曆月份，蓮花燈籠會掛在佛寺和街道上。 佛誕日在韓國是受歡迎的節日，也經常被非佛教徒，例如基督教徒紀念。

#### 越南
在越南，佛誕日被稱為Lễ Phật đản（禮佛誕），越南的漢傳佛教寺院在佛誕日均會舉行「龍華會」儀式和慶祝活動。1975年以前，佛誕為越南共和國公眾假期之一，430事件後，佛誕不再是越南的公眾假期。

### 藏傳佛教
在四川省甘孜藏族自治州康定地區的人们汇聚到跑马山麓、折多河畔，举行拜佛节，祈祷釋迦佛保佑人们五谷丰登。

## 各地名稱
- 臺灣：佛陀誕辰紀念日[11][20]
- 港澳：佛誕
- 越南：（禮佛誕）
- 韓國：（釋迦誕辰日）
- 日本：（灌佛會）
- 菲律賓: Kaarawan ni Buddha
- 尼泊爾：बुद्ध जयन्ती

## 浴佛偈語
漢地在浴佛前或浴佛時，多念〈浴佛偈〉。佛云「眾生皆具佛性」、「眾生當得成佛」，因此浴佛乃是藉由外在的灌浴佛像來滌洗我們的內在心性，念〈浴佛偈〉同具提醒之意。今時所見浴佛偈語有如下等版本，其意無差：
- 我今灌沐諸如來，淨智莊嚴功德真，五濁眾生離塵垢，速証如來淨法身。

- 我今灌沐諸如來，淨智莊嚴功德海，五濁眾生離塵垢，同証如來淨法身。

- 我今灌沐諸如來，淨智功德莊嚴聚，五濁眾生令離垢，同証如來淨法身。

- 我今灌沐諸如來，淨智功德莊嚴聚，願彼五濁眾生類，速証如來淨法身。

## 浴佛經典
- 《浴像功德經》
- 《浴佛功德經》
- 《灌洗佛形像經》

## 附註與參考資料
1. ↑  "法鼓山泰護法會浴佛法會下月登場"，泰國世界日報(B8版社會新聞)，2017-4-28
2. 1 2  《長阿含經·遊行經》：八日如來生。八日佛出家。八日成菩提。八日取滅度。……二月如來生。二月佛出家。二月成菩提。二月取涅槃。
3. 1 2  《薩婆多毘尼毘婆沙》：「佛以二月八日沸星（puṣya）現時初成等正覺，亦以二月八日沸星出時生，以八月八日沸星出時轉法輪，以八月八日沸星出時取般涅槃。」
4. ↑  印順. .   [2022-04-01]. （原始内容存档于2022-04-18）.
5. ↑  《大般涅槃經》：「二月十五日臨涅槃時」
《大般泥洹經》：「二月十五日臨般泥洹」
6. ↑  《善見律毘婆沙》：「二月十五日平旦時，入無餘涅槃。」（一切善見律註序：於吠舍佉月之滿月日黎明，visākha puṇṇamadivase paccūsasamaye）
7. ↑  《太子瑞應本起經》：「到四月八日夜明星出時，化從右脇生墮地。」
8. ↑   《大宋僧史略》：「今東京以臘月八日浴佛言佛生日者。案祇洹圖經。寺中有坡黎師子。形如拳許大。口出妙音。菩薩聞之。皆超地位。每至臘月八日。舍衛城中士女競持香花。來聽法音。詳彼。不言佛生日。疑天竺以臘八為節日耳。又疑是用多論二月八日。臘月乃周之二月也。東西遼敻故。多差異焉。」
《翻譯名義集》：又今北地，尚臘八浴佛，乃屬成道之節。故《周書異記》云：「周穆王二年癸未，二月八日，佛年三十成道，正當今之臘八也。」（指周曆以農曆11月為1月，故農曆12月是周曆之2月）
9. ↑  根本說一切有部尼陀那目得迦：長者白佛：「菩薩生時是何月日？」佛告長者：「薜舍佉月日月圓時是我生日。」
10. ↑  羅智華. . 聯合報//A7版/專輯. 2009-05-11.
11. 1 2  中華民國《紀念日及節日實施辦法》第2條第五款，弟3條第六款。
12. ↑  . 中國時報. 2013-05-13. 蔡依林2008年曾陪在慈濟擔任環保志工的蔡媽參加過浴佛大會，相隔５年母女又一同出席，雙手合十虔誠祈福。……陳曉東陪媽媽一起出席佛誕節活動並公開獻唱。……陳媽媽是香港佛光會會長。[永久]
13. ↑  1999年8月30日，時任總統的李登輝於佛光山寺如來殿大會堂宣布將農曆四月八日訂為國定佛誕節並於母親節同日放假。
14. ↑  . 民視新聞. 2013-05-12  [2013-05-14]. （原始内容存档于2018-05-06）. 今天是一年一度的母親節，同時也是國定佛誕節，佛光山以及國際佛光會，上午在總統府前舉辦慶祝大會，包括正副總統，榮譽總會長吳伯雄，以及星雲大師都到現場…香港歌星陳曉東，更特地帶著媽媽飛來台灣，一起共襄盛舉。
15. ↑  蔡永彬. . 臺北: 中國時報. 2013-05-13. 由內政部指導，佛光山、國際佛光會中華總會主辦的佛誕節暨母親節慶祝大會，於昨日在總統府前廣場及凱達格蘭舉行。「千僧萬眾祝佛誕.一心十願報母恩」慶典已連續舉辦五年…[永久]
16. ↑  . 台北: 中國時報. 2013-05-13. 與來自日本、泰國、美國、澳洲、智利等國朋友共慶佛誕、母親節…[永久]
17. ↑  觀琰. . 人間通訊社. 2013-05-14  [2013-05-14]. （原始内容存档于2020-09-30）. 2013年首屆佛誕文化節 活動系列-香港地區
18. ↑  吳志良、楊允中 (编). .  修訂版. 澳門基金會. 2005年: 第260頁. ISBN 99937-1-032-6.
19. 1 2  . 길잡이미디어. 2014: 150. ISBN 8992128924.
20. ↑  黃揚明. . 人間福報. 2009-05-05  [2012-05-15]. （原始内容存档于2020-10-19）.

## 延伸閱讀
- 刘晓峰：〈从灌佛到花祭——古代中国浴佛节对日本的影响 （页面存档备份，存于）〉。
- 稻畑耕一郎：〈历代地方志中习俗记载的利用价值及其问题——以“佛诞节”习俗为例 （页面存档备份，存于）〉。